# وزغ ورقي جنوبي
وزغ ورقي جنوبي (الاسم العلمي: Saltuarius swaini) (بالإنجليزية: Southern Leaf-tailed Gecko)‏ هو نوع من الزواحف يتبع جنس الوزغ الورقي من الفصيلة الوزغية.